# Castello di Wallingford

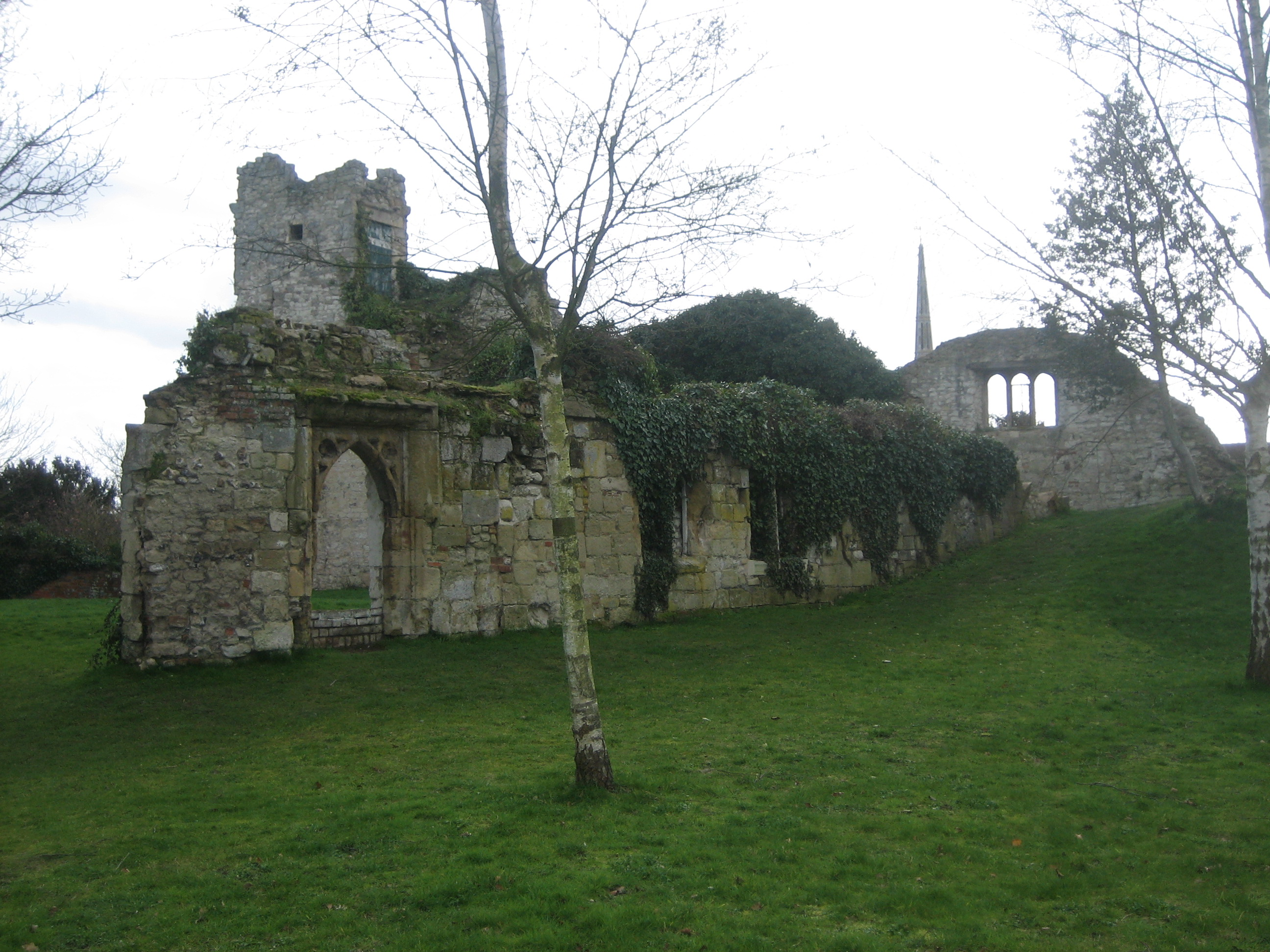
Una parte delle rovine del castello: St Nicholas College.

Wallingford Castle è stato un castello reale medievale sito presso la città di Wallingford, nella contea inglese dell'Oxfordshire (fino al 1974 faceva parte invece del Berkshire). Il castello sorge non lontano dal fiume Tamigi ed è oggi un complesso di rovine.
Il Wallingford Castle fu un importante castello medioevale costruito presso la città di Wallingford nelle vicinanze del Tamigi, attualmente il castello si trova nella contea dell'Oxfordshire. Costruito nell'XI secolo come un motte e bailey e posto dentro un tradizionale Burgh anglosassone la costruzione crebbe nel corso dei secoli fino a divenire uno dei castelli più importanti del paese. Durante l'anarchia Wallingford fu detenuto dai fedeli dell'Imperatrice Matilde e sopravvisse a numerosi assedi senza mai venire catturato. Nei secoli seguenti divenne una dimora di lusso usata dalla famiglia reale e dai suoi congiunti, dopo che Enrico VIII d'Inghilterra decise di non usarla più come residenza il castello cadde lentamente in rovina. Durante la Guerra civile inglese venne rifortificato e quindi distrutto deliberatamente dopo essere caduto nelle mani degli uomini di Oliver Cromwell al termine di un lungo assedio.
Il castello è in rovina e zona è aperta al pubblico.
Nel corso dei secoli nelle sue prigioni sono passati parecchi uomini illustri fra cui Edoardo I d'Inghilterra, Riccardo di Cornovaglia, Enrico di Cornovaglia, Owen Tudor, Margherita d'Angiò e Carlo, duca d'Orléans.

## La costruzione
Wallingford è a tutt'oggi un'importante città, quanto meno a livello locale, dalla sua posizione domina il Tamigi ed in tempi antichi era giù piuttosto florida e con una propria zecca locale. Per questo motivo la città anglosassone di Wallingford era difesa da un Burgh che esisteva già prima che Guglielmo il Conquistatore arrivasse nel 1066.
Wigod di Wallingford supportò il Conquistatore e si preoccupò di accogliere il nuovo re d'Inghilterra quando arrivò alla cittadina. Subito dopo essersi insediato sul trono Guglielmo iniziò la costruzione di castelli in posizione strategica lungo la valle del Tamigi e questi furono il Castello di Windsor, quello di Oxford e quello di Wallingford.
Il castello di Wallingford venne costruito probabilmente fra il 1067 e il 1071 da Robert D'Oyly (morto nel 1091) che aveva sposato Ealdgyth, figlia di Wigod, e che aveva finito per ereditare parecchie delle terre del suocero. La costruzione in legno venne innalzata nell'angolo nord-est della città avvantaggiandosi dei bastioni preesistenti, perché l'intera struttura costruita come un Motte e bailey fosse ultimata ci volle diverso tempo e un gran rimaneggiamento delle strutture pregresse. A quanto sembra il castello venne costruito laddove esistevano dei caseggiati anglosassoni che erano appartenenti agli Huscarl.

## Il centro del conflitto
Quando Robert morì Wallingford fu ereditato da suo genero Miles Crispin (morto 1107) e poi da Brian FitzCount che ne sposò la vedova. Brian, che era figlio illegittimo di Alano IV di Bretagna era anche un grande sostenitore di Enrico I d'Inghilterra e probabilmente fu lui a rendere Wallingford una costruzione di pietra attorno al 1130, introdusse anche diverse fortificazioni quali la Shell keep e un Muro di cortina attorno al cortile e questo insieme agli ampi terrapieni lo rese uno dei castelli meglio fortificati del paese. Dopo la morte di Enrico avvenuta nel dicembre 1135 la situazione politica inglese si fece sensibilmente instabile poiché sia l'Imperatrice Matilde che era l'unica figlia legittima del re che suo cugino Stefano di Blois iniziarono a contendersi il trono. All'inizio Brian si alleò con Stefano, ma quando nel 1139 finalmente Matilde riuscì a raggiungere l'Inghilterra egli annunciò la propria fedeltà all'Imperatrice unendo le proprie forze a quelle di Miles di Gloucester, I conte di Hereford (1100-24 dicembre 1143) e di altri sostenitori nel sud-ovest. Wallingford divenne quindi la roccaforte più orientale in mano agli alleati di Matilde ed era anche la più vicina a Londra e, ovviamente, anche la prima che Stefano avrebbe potuto decidere di attaccare.
In effetti Stefano attaccò proprio nel 1139 ponendo il castello sotto assedio poiché si riteneva che le mura fossero inespugnabili, Brian aveva stivato entro le mura una buona dose di provviste, tanto che si credeva che gli assediati avrebbero potuto resistere per anni. Alla fine Stefano decise di distruggere altri due castelli con lo scopo di trattenere Brian lungo la strada per Bristol prima di continuare verso ovest. La guerra civile che si era scatenata divenne presto uno scontro logorante fra le due fazioni nel quale Wallingford giocava un ruolo chiave per via della sua posizione di controllo del Tamigi. Dopo che il castello di Oxford cadde nel 1141 Matilde si rifugiò a Wallingford e l'importanza del castello crebbe ancora di più.
In quel periodo Brian costruì delle prigioni entro il castello che vennero chiamate Brien's Close con lo scopo di spillare denaro e risorse dalle regioni confinanti. Uno dei primi ospiti fu William Martel, un fedele attendente di Stefano, e le cronache coeve riportano di prigionieri torturati entro quelle mura. In quel periodo le forze di Brian crebbero talmente tanto in numero che il castello non fu in grado di ospitarle tutte e per questo vennero usate anche diverse case del paese.
Fra il 1145 e il 1146 Stefano fece un altro tentativo di prendere Wallingford, ma fu di nuovo incapace di farlo cadere nonostante avesse nelle mani il castello di Crowmarsh Gifford poco più a est e a ovest avesse costruito i castelli di Brightwell, South Moreton e Cholsey. Un altro tentativo fu fatto nel 1152 questa volta con l'intento di prendere gli assediati per fame, Brian vi era imprigionato dentro insieme a Roger FitzMiles, II conte di Hereford (prima del 1125-22 settembre 1155), egli provò a fuggire, ma senza successo.
Nel 1153 ormai a corto di cibo Roger stipulò una tregua con Stefano, che ormai s'era accordato anche con Matilde concedendole che alla sua morte gli sarebbe succeduto il figlio di lei Enrico, perché potesse lasciare il castello insieme ai propri uomini. Enrico intervenne prontamente ponendo sotto assedio i castelli ancora in mano a Stefano. I due uomini si incontrarono presso il castello di Oxford siglando il Trattato di Wallingford che di fatto pose fine alla guerra civile che da anni dilaniava il paese. Brian non aveva avuto figli ed ora, a conflitto concluso, decise di ritirarsi in monastero lasciando Wallingford ad Enrico.
Alla fine del XII secolo il castello si legò alle sorti di Giovanni d'Inghilterra il cui fratello Riccardo I d'Inghilterra gli aveva donato delle terre proprio in quella zona. Quando il fratello venne preso prigioniero durante la terza crociata assediò Wallingford a seguito della rivolta che si era scatenata, tuttavia Riccardo sopravvisse alla prigionia e Giovanni fu costretto a restituire il castello. Lo reclamò e lo ottenne nel 1199 quando salì al trono e fra il 1215 e il 1216 quando scoppiò la Prima guerra dei baroni lo usò abitualmente come base rinforzando ulteriormente le fortificazioni.

## La residenza reale
Quando al trono salì Enrico III d'Inghilterra diede in rendita al proprio fratello, Riccardo di Cornovaglia, il castello di Wallingford che venne da lui usato come residenza a partire dal 1231. Riccardo vi visse dispendiosamente, ampliandolo ed arricchendolo, rendendolo, di fatto, una residenza di lusso ed usandola fino a che non venne nominato Re dei Romani nel 1251. Quando nel 1264 scoppiò la Seconda guerra dei baroni Wallingford venne di nuovo preso d'assedio da Simone V di Montfort dopo che ebbe vinto alla Battaglia di Lewes usandolo per tenervi prigionieri il principe Edoardo insieme al fratello Riccardo di Cornovaglia prima di dirigersi verso il più sicuro Castello di Kenilworth. Quando la guerra fu vinta dalla famiglia reale re Enrico III d'Inghilterra riprese Wallingford come loro proprietà e il castello tornò ad essere la dimora di Riccardo fino alla sua morte.
Suo nipote Edoardo II d'Inghilterra lo donò al favorito Pietro Gaveston e poi alla moglie Isabella di Francia ed in quel periodo furono fatte grandi spese per rimodernare la proprietà. Edoardo continuò anche ad usarlo come prigione per i propri nemici fino alla sua destituzione avvenuta nel 1326 per mano della moglie e del di lei amante Ruggero Mortimer, I conte di March, a quel punto fu lei ad usare il castello come base per il proprio colpo di stato. Suo figlio Edoardo III d'Inghilterra stabilì che il castello sarebbe quindi andato al Duca di Cornovaglia che era il titolo che veniva attribuito ai figli o al figlio del re.
Nonostante fosse una residenza veniva comunque usato come prigione nonostante il numero di detenuti che riuscivano a scappare fosse desolatamente alto, in quegli anni il costo dei mantenimenti di Wallingford si fecero sempre più alti e pagarli divenne sempre più difficili nonostante il castello avesse bisogno di lavori di restauro.
In ogni caso quando, nel 1399, Riccardo II d'Inghilterra venne deposto Wallingford era ancora ben fortificato tanto da costituire un buon ostacolo per i nemici del sovrano e fu in grado di ospitare i membri del governo dopo la loro fuga precipitosa da Londra.
Durante la Guerra delle due rose Wallingford giocò un ruolo di secondo piano ed Enrico VIII d'Inghilterra fu l'ultimo sovrano ad usarlo come residenza, nel 1518 egli smise di farlo e cominciò il declino di Wallingford.

## La fine
La sua decadenza continuò durante il XVI secolo quando le sue sorti furono separate da quelle del Ducato di Cornovaglia, sotto il regno di Maria I d'Inghilterra Wallingford fu parzialmente smantellato per estrarre il Piombo ed altri materiali da costruzione da usare per il Castello di Windsor. Questo non impedì che continuasse a essere usato come luogo di detenzione nonostante le fughe sempre più frequenti degli ospiti, in quegli anni il castello passò di mano in mano a diversi nobili finché tornò nelle mani della corona quando ascese al trono Carlo I d'Inghilterra che lo donò alla moglie Enrichetta Maria di Borbone-Francia nonostante ormai il luogo fosse rinomato più che altro per i prati e le acque pescose che lo circondavano.
Nel 1642 scoppiò la cosiddetta Guerra civile inglese che vide contrapposti i Cavalier seguaci del re contro i Roundhead sostenitori dei parlamentaristi, le capitali si spostarono, Carlo portò la sua a Oxford, mentre il leader dei Roundhead Oliver Cromwell la mantenne a Londra, così la valle del Tamigi tornò a essere zona di guerra. Wallingford era una città realista e fin dall'inizio del conflitto vi si era stabilita una guarnigione per impedire un'avanzata dei nemici verso Oxford da nord-ovest.. Il colonnello Thomas Blagge (1613-14 novembre 1660) ne fu nominato governatore e nel 1643 il re ordinò di rifortificare il castello, già dall'anno dopo le vicine città di Abingdon (Oxfordshire) e Reading erano cadute sotto il controllo dei Roundhead che nel 1645 attaccarono vanamente sia il castello che la città di Wallingford. Tuttavia l'anno seguente il generale Thomas Fairfax pose il maniero sotto assedio, dopo sedici settimane, più o meno nel periodo in cui si consumò anche la caduta di Oxford in seguito al suo assedio, Wallingford cadde.
La guerra civile finì nel 1651 con la vittoria di Cromwell, ma visto che il clima politico era tutt'altro che disteso venne ordinata la demolizione e il danneggiamento di Wallingford così da evitare che potesse venire riutilizzata a scopi militari. Di fatto il castello venne raso al suolo e nel 1700 nel cortile venne eretta una casa privata e nel 1837 ne sorse una in stile neogotico nello stesso posto che venne poi demolita nel 1972 giacché era abbandonata da molti anni.